# Guaratinguetá Futebol Ltda.
Guaratinguetá Futebol Ltda. foi um clube brasileiro de futebol da cidade paulista de Guaratinguetá. Foi fundado em 1 de outubro de 1998 como Guaratinguetá Esporte Clube.
Em 2004, foi o primeiro clube brasileiro a ser formalmente uma empresa privada esportiva.
No dia 15 de outubro de 2010, o time confirmou sua mudança para a cidade de Americana, onde iniciou suas atividades na nova sede em janeiro de 2011 com o nome de Americana Futebol. No dia 28 de novembro de 2011 foi anunciado o retorno à cidade de Guaratinguetá.

## História
O Guaratinguetá Futebol foi fundado com o nome de Guaratinguetá Esporte Clube, carinhosamente conhecido como Guará. Foi fundado em 1 de outubro de 1998 e o responsável pela fundação foi o advogado Mário Augusto Nunes, mais conhecido como Marinho.
Nos primeiros anos do clube, o Guará fez parceria com a CSR Futebol e Marketing, empresa era comandada pelos ex-atletas César Sampaio e Rivaldo, que administrou o futebol da agremiação.
Disputou sua primeira competição profissional em 2000 na Campeonato Paulista da Série B2 (equivalente à quinta divisão estadual), e terminou na quinta colocação, não conseguindo subir para a quarta divisão. No fim deste ano, César Sampaio e Rivaldo organizaram um jogo festivo no estádio Dario Rodrigues Leite para comemorar o primeiro ano do clube entre as equipes profissionais.
Já em 2001, quando tinha no elenco Marcinho Guerreiro (jogador que ficaria conhecido em 2004 jogando pelo Palmeiras), a equipe terminou na terceira posição e subiu para o Campeonato Paulista - Série B1.
Logo em sua estreia em 2002, a agremiação terminou como vice-campeã, conseguindo assim, o acesso para a Série A3. No ano seguinte, o time disputa o Campeonato Paulista Série A3 e não passa da primeira fase.
Em 2004, chega ao clube o empresário Sony Douer, da empresa Sony Sports para gerenciar o futebol no clube ao lado do presidente Carlos Arini (Carlito), e o Guaratinguetá Esporte Clube muda o nome para Guaratinguetá Futebol Ltda. Assim, o time terminou o campeonato na terceira colocação e conseguiu o acesso para o Campeonato Paulista - Série A2 de 2005.
Em sua estreia na Série A2 daquele ano, o time terminou na 17ª colocação e, por pouco, não foi rebaixado.
Já em 2006, veio a redenção: o Guará mantém a regularidade até o fim e, com um empate por 1x1 contra o Barueri jogando fora de casa, termina o campeonato na quarta posição e consegue o acesso para a elite do futebol paulista.
Em 2007, disputa pela primeira vez a Primeira Divisão (ou Série A-1) do Campeonato Paulista de Futebol, tentando alcançar os feitos da Associação Esportiva Guaratinguetá, extinto clube da cidade. Logo em sua estreia na Série A1 em 2007, o time consegue o título de Campeão do Interior contra o Noroeste jogando em Bauru.
Em 2008, feito ainda maior: o clube tem a melhor campanha na primeira fase comandado pelo camisa 10 Michael e consegue a classificação para as semifinais do campeonato estadual e a vaga na Copa do Brasil de 2009. Na semifinal, a equipe enfrenta a Ponte Preta e é eliminada após perder as duas partidas (1x0 fora, e 2x1 em casa). Depois, ainda em 2008, o time participa pela primeira vez de um torneio nacional, no Campeonato Brasileiro da Série C. Mesmo não jogando em seu estádio (no qual o gramado estava sendo reformado), faz uma boa campanha e termina na nona colocação de 64 equipes participantes, não conseguindo o acesso, porém com vaga garantida na Série C do ano seguinte, que seria disputada por 20 clubes.
Em 2009, o Guará vai mal no Campeonato Paulista e termina o certame na 17ª posição, sendo assim, rebaixado para a segunda divisão. Na Copa do Brasil, o time passa pelo Caxias vencendo por 2x0 em casa, e perdendo de 2x1 fora. Depois, pega o Atlético Mineiro e empata em casa por 2x2 e perde por 2x0 fora, sendo assim, eliminado da competição. Contudo, no Campeonato Brasileiro da Série C, veio a redenção: o time venceu todas as partidas no Ninho da Garça na primeira fase e foi enfrentar novamente a Caxias para decidir vaga na Série B. Com uma vitória em casa por 2x0 e empatando fora por 1x1 (com gol do lateral-esquerdo Edu Pina) no dia 16 de agosto de 2009, a equipe conseguiu o acesso ao Campeonato Brasileiro da Série B de 2010. Na semifinal, o time enfrentou o América Mineiro, com uma vitória em casa por 2x1 e uma derrota fora pelo mesmo placar, a decisão foi para os pênaltis e o time foi eliminado. Mas, a vaga na Série B já estava garantida. No dia 30 de setembro de 2009, o presidente Carlos Arini deixa o clube e dá lugar ao até então diretor de futebol Eduardo Ferreira na presidência do Guará.
No dia 25 de abril de 2010, o time vence o União São João de Araras no Estádio Dario Rodrigues Leite por 4x1, em jogo válido pela Série A2 do Campeonato Paulista, e consegue o acesso de volta à Série A1 do Campeonato Paulista de 2011.
Em 2010, disputou o Campeonato Brasileiro - Série B devido ao acesso obtido na Série C em 2009 ao chegar em 3º lugar.
Em 2011, já na nova sede em Americana/SP, o clube agora se chama Americana Futebol e fez uma campanha razoável na sua volta ao Campeonato Paulista. Mas sua melhor campanha nesta temporada foi no Campeonato Brasileiro - Série B onde fez uma ótima campanha estando a várias rodadas no G-4, mas sem conseguir o tão sonhado acesso. Apesar do excelente desempenho neste novo ano, 2011 também marcou o começo do fim do time. Assim como outros times que se mudaram de cidade, como o Ipatinga/Betim e o Grêmio Barueri/Grêmio Prudente, a mudança para Americana se provou má para o time a longo-prazo. Quando o time voltaria para Guaratinguetá, a relação entre time e torcida já estaria rompida, o que explica a péssima média de público em seus campeonatos entre 2012 e 2015.
Em 2012, o clube voltou à Guaratinguetá e disputou o Campeonato Paulista de 2012, onde foi rebaixado para a Série A2 na última rodada e o Campeonato Brasileiro - Série B também fazendo uma campanha de risco se livrando do rebaixamento a Série C.
Em 2013, o Guaratinguetá disputou o Campeonato Paulista - Série A2 e o Campeonato Brasileiro - Série B, onde o time acabou sendo rebaixado para a Série C. No fim do ano o empresário Sony Alberto Douer colocou o clube a venda. Havia o risco do time mudar novamente sua sede, entretanto após uma série de negociações o Guaratinguetá foi comprado Marinho, fundador do clube, que colocou Pedro Panzelli como presidente e permaneceu na cidade em 2014.
Em 2014, a equipe do Vale do Paraíba fez um Campeonato Paulista da Série A-2, muito regular e acabou terminando na 15º colocação com 21 pontos.
No dia 7 de novembro de 2014, o Guaratinguetá anunciou três novos reforços para a temporada de 2015 (entre eles a volta do ídolo Nenê) : Glauco Filippo - Supervisor de Futebol, Nenê - Diretor de Futebol e Cacalo - Preparador de goleiro. Além disso o Estádio Dário Rodrigues Leite contará com uma nova reforma em seu gramado.
No fim de 2014, o Guaratinguetá fechou uma parceria com o Clube Atlético Lemense, a diretoria que acabara de ser apresentada, foi trocada por uma nova trazida pelos novos investidores, o treinador que seria Wilson Júnior deu lugar a João Telê Santana, e novos atletas chegaram. Meses depois o clube foi repassado para Domilson de Araujo Carneiro.
Em 2016, o Guaratinguetá disputou a Série A3 do Paulistão e Série C, sendo rebaixado em ambos, onde disputaria a Série D do Campeonato Brasileiro de 2017 e a Segunda Divisão do Campeonato Paulista (equivalente à quarta divisão).
Porém, Em 6 de março de 2017, o clube decretou falência e pediu licenciamento das competições oficiais, alegando problemas financeiros e principalmente no calendário, visto que disputaria duas competições simultâneas.

## Títulos

### Estaduais
- Troféu do Interior Paulista: 2007.

## Campanhas de destaque

### Nacionais
- 3º lugar no Campeonato Brasileiro Série C: 2009.

### Estaduais
- 4° lugar no Campeonato Paulista de Futebol: 2008.

### Participações
| Competição | Competição          | Temporadas | Melhor campanha     | Estreia | Última | A | R |
| São Paulo  | Campeonato Paulista | 5          | 4º colocado (2008)  | 2007    | 2012   |   | 2 |
| São Paulo  | Série A2            | 6          | 3º colocado (2010)  | 2005    | 2015   | 2 | 1 |
| São Paulo  | Série A3            | 3          | 3º colocado (2004)  | 2003    | 2016   | 1 | 1 |
| São Paulo  | Segunda Divisão     | 1          | Vice-campeão (2002) | 2002    | 2002   | 1 | – |
| São Paulo  | Série B2 (extinta)  | 2          | 3º colocado (2001)  | 2000    | 2001   | 1 | – |
| São Paulo  | Copa Paulista       | 1          | 14º colocado (2007) | 2007    | 2007   |   |   |
| Brasil     | Série B             | 4          | 8º colocado (2011)  | 2010    | 2013   | – | 1 |
| Brasil     | Série C             | 5          | 3º colocado (2009)  | 2008    | 2016   | 1 | 1 |
| Brasil     | Copa do Brasil      | 1          | 2ª fase (2009)      | 2009    | 2009   |   |   |

## Ídolos
- Édson Bastos
- Jaílson
- Fábio (goleiro)
- Alê
- Magal
- Michael
- Nenê✞

## Uniformes
- 1º - Camisa vermelha com mangas azuis, calção e meias azuis com vermelho;
- 2º - Camisa branca com mangas azuis, calção e meias brancas com detalhes azuis.

| 1º Uniforme | 2º Uniforme |  |

### Uniformes anteriores
- 2012

| 1º Uniforme | 2º Uniforme | 3º Uniforme |  |

- 2012 (Guaratinguetá)

| 1º Uniforme | 2º Uniforme |  |

- 2011 (Americana)

| 1º Uniforme | 2º Uniforme |  |

- 2010 (Guaratinguetá)

| 1º Uniforme | 2º Uniforme |  |

## Clássicos
O Guaratinguetá tem como grande rival o São José, sendo um dos maiores clássicos do vale. Também possui rivalidade forte contra outra equipe tradicional do Vale do Paraíba, o Taubaté.

## Torcidas Organizadas
O Guaratinguetá possui várias torcidas organizadas. Entre elas estão Torcida Jovem Guará (TJG), Nação Especialista, Fúria Tricolor, Camisa 14 e Torcida Alambrado.

### Torcida Jovem Guará
Fundada em 25 de março de 2006, a Torcida Jovem Guará é uma das torcidas. Foi formada a partir de um grupo de amigos que compareciam aos jogos do Guaratinguetá.

### Torcida Nação Especialista
Fundada em 11 de maio de 2006, a Torcida Nação Especialista foi formada a partir de uma conversa entre amigos, militares da Escola de Especialistas de Aeronáutica.